# Sorbininardus apuliensis
Sorbininardus apuliensis è un pesce osseo estinto, probabilmente appartenente ai gonorinchiformi. Visse nel Cretaceo superiore (Campaniano - Maastrichtiano, circa 72 milioni di anni fa) e i suoi resti fossili sono stati ritrovati in Italia. 

## Descrizione
Questo pesce era di piccole dimensioni: l'olotipo, uno scheletro completo, è lungo poco più di 6 centimetri. Sorbininardus possedeva un corpo slanciato, terminante in un cranio relativamente alto e corto. La pinna dorsale era posta all'incirca a metà del corpo, ed era piuttosto grande e alta; la pinna anale era invece piccola e molto arretrata. Le pinne pettorali, in posizione piuttosto bassa, erano allungate, mentre le pinne pelviche erano poste al di sotto della dorsale ed erano piccole. La pinna caudale era moderatamente bilobata.
Sorbininardus era caratterizzato da numerose autapomorfie, ovvero possedeva caratteri derivati unici; i principali sono un meccanismo per la proiezione della bocca che implica mascelle corte e senza denti, una mascella inferiore triangolare con un processo (parte sporgente dell’osso) situato inferiormente rispetto alla punta del muso e le grandi dimensioni delle ossa opercolari spinose. 

## Classificazione
Sorbininardus apuliensis venne descritto per la prima volta nel 1999 da Louis Taverne, sulla base di un fossile ritrovato nella zona di Porto Selvaggio nei pressi di Nardò, in provincia di Lecce. Taverne inizialmente considerò questo genere come un rappresentante non solo di una nuova famiglia (Sorbininardidae), ma anche di un nuovo ordine di pesci teleostei, i Sorbininardiformes, che considerò affini o ancestrali ai gonorinchiformi. Successivi studi hanno confermato la vicinanza di Sorbininardus ai gonorinchiformi, dei quali è considerato una forma arcaica ma già specializzata.